# Soløje-slægten
Soløje-slægten (Helianthemum) er en slægt af planter, der består af omkring 175 arter, hvoraf en enkelt findes vildtvoksende i Danmark. De øvrige er udbredt i Middelhavsområdet. Det er stedsegrønne til vintergrønne halvbuske med modsat stillede blade. Blomsterne er 5-tallige og regelmæssige med kronblade i gult, purpurrødt, rosa, rødt og hvidt. Frugterne er kapsler.
| Beskrevne arter |

- Appenninersoløje (Helianthemum apenninum)
- Soløje (Helianthemum nummularium)
- Ølandsoløje (Helianthemum oelandicum)

| Andre arter |

- Helianthemum aegyptiacum
- Helianthemum alypoides
- Helianthemum asperum
- Helianthemum cinereum
- Helianthemum coulteri
- Helianthemum hirtum
- Helianthemum ledifolium
- Helianthemum marifolium
- Helianthemum marminorense
- Helianthemum tomentosum
- Helianthemum variabile